# Иван Момчилов
Вижте пояснителната страница за други личности с името Иван Момчилов.
Иван Николов Момчилов е български просветител, учител, училищен реформатор и автор на множество учебници и учебни помагала.

## Биография
Иван Николов Момчилов е роден на (19) октомври 1819 г. в град Елена. Син на участник в подготовката на гръцката завера от 1821 г. Израства като даровит ученик на Андрей Робовски. Изпратен от баща си да учи в гръцкото училище в Търново, той бива изгонен за дръзката му постъпка – по време на служба прочита Апостола на черковнославянски вместо на гръцки език. Робовски го взема като помощник-учител в своето училище.
През 1837 г. заминава да учи при гръцкия педагог и философ Теофилос Каирис на остров Андрос. Завършва Втора гимназия в Атина, в която преподават баварски професори, извикани за учители от гръцкия крал. Пан-елинският дух, който се насаждал в гръцките училища, оказва стимулиращо въздействие за разпалване на родолюбието на юношата и участието му в тайното Славяно-българско дружество.
По съвета на Иларион Макариополски продължава образованието си в Русия. Поради заболяване следва само една година в Одеската духовна семинария (1842 – 1843 г.).
При утвърдените просветни традиции и богато подготвена почва Иван Момчилов основава в Елена през 1844 г. първото българско класно училище, наречено от неговия ученик Петко Славейков Даскалоливницата. Училището е устроено по руски образец, като са въведени предмети като тия в Одеската семинария, съобразени с нашите условия. Изучават се предимно хуманитарни дисциплини, включително психология и логика, без да се подценяват и природонаучните предмети. Въвеждат се и някои чужди езици. Естествено е още в първите години да започне преподаването и на руски език, оценявайки необходимостта от изучаването му във връзка с ползването на руски учебници и литература.
Проникнат от демократичната идея обучението да се води на роден език, Момчилов преподава на чист български език. Той разнообразява работата си, стреми се да я доближава до живота. Някои от уроците по география, история и хигиена изнася извън учебната стая. С пословично трудолюбие в неделни дни изработва нагледни средства: таблици за четене на български букви, за състава на думите, таблици с цифрите, с числата, с подготвени задачи с четирите прости аритметични действия и много други. Чрез Васил Априлов и благотворителните дружества от Одеса доставя за училището географски карти и глобус.
Младият учител установява добър ред и дисциплина в училището. Въвежда биенето на звънец, дежурство на ученици – главен и дверник. По негова инициатива се построява нова сграда за класното училище през 1844 г.
Освен въвеждането на нови предмети създава богата училищна библиотека, урежда празник на училището в деня на св. Три светители. Иван Момчилов въвежда като училищна песен стихотворението на Христодул С. Николов „Похвала на древните българи и отечеството им“. Говори пред учениците си за делото на Св. св. Кирил и Методий, написва тропар (похвална песен) за тях, а през 1859 г. организира първото им честване в Елена.
Към учениците се отнася с голямо уважение. Негово естествено обръщение към тях е „мили ми“. Той премахва боя като възпитателно средство. „Когато на възпитателя липсват знания и система, той ги търси в пръчката“ – казва Момчилов.
Мъдрият учител поставя в центъра на възпитателната работа любовта към Родината: „Обичай Отечеството си и никога да не пожелаеш и предпочетеш друго отечество от твоето“. Тази обич започва с изучаване и опазване чистотата на родния език. „От всичките езици на света предпочитай бащина си и майчина си език, що си най-напред в живота си него чул и научил от тях“. Момчилов разбира каква сила носи езикът на прадедите ни – език, на който е създадена висока култура в миналите векове и който ни пази от опитите на чуждите господари да ни поробят духовно. Стремежът към обогатяване на родния език го отвежда из колибите на Еленския балкан да събира и записва народни песни, гатанки и приказки, които са поместени в неговите книжки „Начален прочит“.
Иван Момчилов заедно с Никола Михайловски, завършил Московския университет, превръщат класното училище в своеобразен учителски институт. В Даскалоливницата са се учили видните възрожденци П. Р. Славейков, Добри Чинтулов, Добри Войников, Драган Цанков, Никола Козлев, еленчаните Иван Кършовски, Стоян Робовски, Сава Катрафилов и много други.
През 1859 г. Момчилов продължава своето дело в Горна Оряховица, където също създава класно училище. Работи като учител до 1864 г., служи до последния миг от живота си на това поприще. Обикаля като апостол градовете и селата на Търновско, посещава Никопол, Русе, Шумен, Разград, Варна, Котел, Сливен, Ямбол, Стара Загора, Казанлък и Габрово. В срещите си с учителите и учениците дава полезни съвети и упътвания, запознава се с потребностите на училищата.
От 1865 г. се отдава изцяло на книжовна дейност, за която е един от най-подготвените между съвременниците си. По негова инициатива през 1868 г. се учредява „Книгопродавница Момчилов и съдружие“ в Търново. Той е автор и съставител на редица ценни учебници. За първия му учебник „Писменица на славянски език“ (Белград, 1847 г.) се записват 1100 спомоществователи. С най-голяма известност се налага и ползва, дори и след Освобождението, неговата „Граматика за старобългарския език“ (Виена, 1865 г.), смятана за „по-съвършен учебник“. Това е всъщност първата българска граматика на старобългарския език. Автор е на „Граматика за новобългарския език“ от 1868 г.
Момчилов и Никола Михайловски превеждат и издават съвместно „Очерки из историята и народните сказания“.
В изпълнение на своя дълг – отпечатване на учебници във Виена – скромният и неуморим Иван Николов Момчилов, основателят на Даскалоливницата в Елена, се простудява и след завръщането си в Горна Оряховица умира на 8 декември 1869 г.

## Други
На Иван Момчилов е наречена улица в квартал „Надежда IV“ в София (Карта).

## Съчинения
- Грамматика за старобългарскыя језык по сичкото му развитије. Виена, 1865.
- Малка аритметика от Иван Н. Момчилов. Книгопродавница Момчилова и с-ие в Търново, 1869. (Във Виена у книгопечатн. Л. Сомера и сие.) 40 с. 8". - Начални книжки за децата в първоначалните ни народни училища. Книжка пета[неработеща препратка]
- Първа читанка от Иван Н. Момчилова. Книгопродавница Момчилова и с-ие в Търново и Русе, 1874. (Във Виена, у книгопечатн. Л. Сомерова и сие.) 48 с. 8". – Начални книжки за децата в първоначалните ни народни училища. Книжка II[неработеща препратка]